# イスカンダル・サニ
イスカンダル・サニ・アラウッディン・ムハヤット・シャー（Iskandar Thani Alauddin Mughayat Syah、1610年 - 1641年2月15日）は、アチェ王国の第13代スルターン。

## 生涯
1610年にパハンの第11代スルターン・アフマド・シャー2世の息子として生まれる。1617年にアチェのスルターン・イスカンダル・ムダによって故郷が征服され、家族と共にアチェに連行される。イスカンダル・ムダの娘タジ・ウル＝アラムと結婚し、1636年にイスカンダル・ムダの後を継ぎアチェの王位を継承する。イスカンダル・サニは1629年の海戦でアチェ艦隊が弱体化していたため外征で勢力拡大を図ることが出来ずに内政に専念し、イスカンダル・ムダと同様に貴族たちを抑え王権の維持に努めた。しかし、イスカンダル・ムダの死後、貴族たちは勢力を盛り返し、王妃タジ・ウル＝アラムを王位に就け傀儡とした。
イスカンダル・サニの宮廷はイスラム教教育の中心地として栄え、1637年にグジャラートからアチェを訪れた学者ヌルディン・アル＝ラニリを庇護した。ヌルディンはアチェ宮廷の学者たちの書物を批判して新たな文学的・宗教的規範を確立し、それまでのイスラム書物を燃やすようにイスカンダル・サニに指示している。